# 佐野溪
佐野渓（日语： 佐野 渓;出生于1992年4月3日）是一名日本職業足球運動員，主要擔任攻擊型中場或翼鋒，現時效力於印度尼西亞俱樂部PSS Sleman 。
佐野渓原本是一名於大公司上班的打工一族，但在2020年選擇辭去工作，追求從小以來的夢想，成為職業足球運動員。佐野渓是日本藝人佐野岳的弟弟。
1. ↑  . caping.co.id.   [6 May 2023]. （原始内容存档于2023-07-07）.

```
[
1
]
```

1. ↑  . pssleman.id (web Resmi Club PSS Sleman). 1 June 2023  [1 July 2023]. （原始内容存档于2023-07-07） （印度尼西亚语）.